# 37-es busz (Budapest)
A budapesti 37-es jelzésű autóbusz az óbudai Szentlélek tér HÉV-állomás és a testvérhegyi Jablonka út autóbusz-forduló között közlekedett. A vonalat a Budapesti Közlekedési Zrt. üzemeltette.

## Története
1949. szeptember 19-én 37-es jelzéssel új járatot indítottak a Bécsi út és a Testvérhegy között. 1953. május 1-jétől már az Óbuda, Miklós utcától indultak a járművek. 1955. november 5-én új járat indult az Erdőalja útig szintén 37-es jelzéssel, azonban a buszok tábláin az Erdőalja úti járat esetében 37E, míg a korábbi Jablonka útig járó busz esetében 37J jelzést tüntettek fel. 1963. október 1-jén a Máramaros útig a 37M jelzésű buszt is elindították.
1972. december 23-án a járatok végállomása a Miklós utcától átkerült a Korvin Ottó térre (mai Szentlélek tér).
1977. január 1-jén a 37E és 37M járatokat 137-es néven összevonták. Ezzel egy időben a 37J vonalat 37-esre nevezték vissza.
1995. november 27-én átadták az új Jablonka úti végállomást, ekkor szűnt meg az utolsó ipszilonzva fordulós, tolatásos végállomás Budapesten.
2007. május 2-ától a Serfőző utcánál is megállt.
2008. szeptember 6-án a 37-es viszonylatot – az útvonal módosítása nélkül – 237-esre nevezték át (a 37-es villamos viszonylatszámától való eltérés biztosítása érdekében).

## Útvonala
| Jablonka út felé | Óbuda, Szentlélek tér felé |
| --- | --- |
| Óbuda, Szentlélek tér vá. – Tavasz utca – Flórián tér – Vörösvári út – Farkastorki út – Jablonka út – Jablonka út vá. | Jablonka út vá. – Jablonka út – Farkastorki út – Vörösvári út – Flórián tér – Serfőző utca – Árpád fejedelem útja – Óbuda, Szentlélek tér vá. |

## Megállóhelyei
| 0  | Óbuda, Szentlélek tér végállomás        | 12 | Szentendrei HÉV Budapest–Esztergom (ideiglenes terelés 2008 nyarán és őszén) 1, 1A 18, 18A, 34, 42, 106, 137 |
| ∫  | Serfőző utca                            | 11 | 1, 1A 18, 18A, 137                                                                                           |
| 1  | Flórián tér                             | 10 | 1, 1A 6, 18, 18A, 34, 42, 86, 106, 137 800, 801, 805, 810, 820, 830, 832, 840                                |
| 3  | Vihar utca (↓) Szőlő utca (↑)           | 9  | 18, 18A, 137                                                                                                 |
| 4  | Óbudai rendelőintézet                   | 7  | 1, 1A 18, 18A, 60, 137, Békás 820, 830, 832, 840                                                             |
| 6  | Farkastorki út (↓) Vörösvári út (↑)     | 6  | 1, 1A, 17 18, 18A, 60, 137, Békás 800, 801, 805, 810, 820, 830, 832, 840                                     |
| 7  | Táborhegyi út                           | 5  | 137 |
| 8  | Zúzmara utca                            | 4  | 137 |
| 9  | Királyhelmec utca                       | 3  | 137 |
| 9  | Verhovina utca (↓) Farkastorki út (↑)   | 3  | 137 |
| 10 | Judit utca                              | 2  | |
| 10 | Laborc utca                             | 2  | |
| 11 | Jablonka út 53. (↓) Jablonka út 58. (↑) | 1  | |
| 11 | Jablonka út 73. (↓) Jablonka út 74. (↑) | 1  | |
| 12 | Jablonka út végállomás                  | 0  | |